# BaNorte (Venezuela)
BaNorte fue una institución financiera especializada en banca comercial de Venezuela. Tenía su sede en Caracas. Estuvo ubicado dentro del Estrato Muy Pequeño según la calificación de la SUDEBAN. Para octubre de 2009 el banco tenía 66 agencias a nivel nacional, 583 empleados y 43.605 depositantes.
BaNorte fue fundado el 3 de noviembre de 2004 tras la adquisición de Nuevo Mundo Banco Comercial que había sido fundado en 1998. La institución financiera fue intervenida por SUDEBAN el día 11 de diciembre de 2009 a consecuencia de problemas de solvencia, autopréstamos y dependencia de fondos públicos. Esta situación se había originado cuando el empresario José Zambrano había decidido comprar una empresa aseguradora y BaNorte. Se disponía a comprar otro Banco más, pero la operación no se concretó.
Posteriormente, el día 12 de enero de 2010, el Gobierno Nacional recuperó el Banco BaNorte y lo incorporó a la base de clientes del Bicentenario Banco Universal